# Buikwe Stadium
Buikwe Stadium – to stadion piłkarski w Buikwe w Ugandzie. Swoje mecze rozgrywa na nim drużyna piłkarska Vipers S.C. Stadion może pomieścić 2 000 osób.